# Ryōsuke Kojima
Ryōsuke Kojima (亨介 小島?, Kojima Ryōsuke; 30 gennaio 1997) è un calciatore giapponese, portiere del Kashiwa Reysol.

## Carriera

### Oita Trinita e Albirex Niigata
Esordisce nel professionismo giocando per l'Oita Trinita nella Coppa del Giappone vincendo per 2-1 contro il Cerezo Osaka, invece nella partita successiva, contro il Nagoya Grampus subiranno una sconfitta per 2-1. Nel 2020 giocherà in prestito per l'Albirex Niigata nella seconda divisione del calcio giapponese, la J2 League, la sua prima partita in campionato avverrà durante la prima giornata, nella vittoria per 3-0 contro il Thespakusatsu Gunma, dovendo dividere il suo ruolo di portiere titolare per tutta la stagione con Kazuki Fujita.

### Nazionale
Viene convocato nella Nazionale del Giappone U-18, nel 2015, in alcune partite amichevole, ottenendo alcune vittorie come quella per 2-0 contro la Slovacchia U-19 e quella per 3-0 contro la Bulgaria U-19, e in alcune sconfitte come quella per 1-0 contro l'Azerbaigian U-19 e per 5-1 contro l'Inghilterra U-19.
Giocherà nella Nazione del Giappone U-19 nella Coppa d'Asia Under-19 ottenendone la prima vittoria nella storia, Kojima ha giocato come portiere titolare nella finale contro l'Arabia Saudita mantenendo la propria porta inviolata fino alla fine dei tempi supplementari, dando modo al Giappone di vincere per 5-3 ai rigori.
Con la Nazionale U-20 giapponese ha preso parte al Mondiale Under-20 2017 in veste di portiere titolare, giocando in tutte e quattro le partite, nell'ultima agli ottavi di finale contro il Venezuela subisce una rete Yangel Herrera nel secondo tempo supplementare, e il Giappone viene eliminato con una sconfitta di 1-0.
Ottiene la convocazione per la Nazionale U-23 giapponese, giocando nel 2018 alla Coppa d'Asia Under 23, in tutte le partite tranne qualla vinta per 3-1 contro la Corea del Nord dove Gō Hatano ha rivestito il ruolo di estremo difensore, il Giappone viene eliminato ai quarti di finale contro l'Uzbekistan dove Kojima subisce quattro reti, inoltre prenderà parte anche ai giochi asiatici come portiere titolare in tutte le partite, tranne nella sconfitta per 1-0 contro il Vietnam dove come portiere giocherà Powell Obinna Obi, nella finale contro la Corea del Sud, il Giappone perderà per 2-1, Kojima subisce due gol nel primo tempo supplementare da Lee Seung-woo e Hwang Hee-chan.

## Statistiche

### Presenze e reti nei club
Statistiche aggiornate al 3 dicembre 2023.
| Stagione               | Squadra                | Campionato             | Campionato | Campionato | Coppe nazionali | Coppe nazionali | Coppe nazionali | Coppe continentali | Coppe continentali | Coppe continentali | Altre coppe | Altre coppe | Altre coppe | Totale | Totale |
| Stagione               | Squadra                | Comp                   | Pres       | Reti       | Comp            | Pres            | Reti            | Comp               | Pres               | Reti               | Comp        | Pres        | Reti        | Pres   | Reti   |
| ---------------------- | ---------------------- | ---------------------- | ---------- | ---------- | --------------- | --------------- | --------------- | ------------------ | ------------------ | ------------------ | ----------- | ----------- | ----------- | ------ | ------ |
| 2019                   | Oita Trinita           | J1                     | 0          | 0          | CG+CdL          | 0+2             | 0 + -3          | -                  | -                  | -                  | -           | -           | -           | 2      | -3     |
| 2020                   | Albirex Niigata        | J2                     | 22         | -21        | -               | -               | -               | -                  | -                  | -                  | -           | -           | -           | 22     | -21    |
| 2021                   | Albirex Niigata        | J2                     | 9          | -11        | CG              | 2               | -4              | -                  | -                  | -                  | -           | -           | -           | 11     | -15    |
| 2022                   | Albirex Niigata        | J2                     | 42         | -35        | CG              | 0               | 0               | -                  | -                  | -                  | -           | -           | -           | 42     | -35    |
| 2023                   | Albirex Niigata        | J1                     | 30         | -34        | CG+CdL          | 0               | 0               | -                  | -                  | -                  | -           | -           | -           | 30     | -34    |
| Totale Albirex Niigata | Totale Albirex Niigata | Totale Albirex Niigata | 103        | -101       |                 | 2               | -4              |                    | -                  | -                  |             | -           | -           | 105    | -105   |
| Totale carriera        | Totale carriera        | Totale carriera        | 103        | -101       |                 | 4               | -7              |                    | -                  | -                  |             | -           | -           | 107    | -108   |

### Cronologia presenze e reti in nazionale
| Cronologia completa delle presenze e delle reti in nazionale ― Giappone under 23 | Cronologia completa delle presenze e delle reti in nazionale ― Giappone under 23 | Cronologia completa delle presenze e delle reti in nazionale ― Giappone under 23 | Cronologia completa delle presenze e delle reti in nazionale ― Giappone under 23 | Cronologia completa delle presenze e delle reti in nazionale ― Giappone under 23 | Cronologia completa delle presenze e delle reti in nazionale ― Giappone under 23 | Cronologia completa delle presenze e delle reti in nazionale ― Giappone under 23 | Cronologia completa delle presenze e delle reti in nazionale ― Giappone under 23 |
| Data                                                                             | Città                                                                            | In casa                                                                          | Risultato                                                                        | Ospiti                                                                           | Competizione                                                                     | Reti                                                                             | Note                                                                             |
| -------------------------------------------------------------------------------- | -------------------------------------------------------------------------------- | -------------------------------------------------------------------------------- | -------------------------------------------------------------------------------- | -------------------------------------------------------------------------------- | -------------------------------------------------------------------------------- | -------------------------------------------------------------------------------- | -------------------------------------------------------------------------------- |
| 10-1-2018                                                                        | Jiangyin                                                                         | Giappone under 23                                                                | 1 – 0                                                                            | Palestina under 23                                                               | Coppa d'Asia AFC Under-23 2018                                                   | -                                                                                |                                                                                  |
| 13-1-2018                                                                        | Jiangyin                                                                         | Thailandia under 23                                                              | 0 – 1                                                                            | Giappone under 23                                                                | Coppa d'Asia AFC Under-23 2018                                                   | -                                                                                |                                                                                  |
| 19-1-2018                                                                        | Jiangyin                                                                         | Giappone under 23                                                                | 0 – 4                                                                            | Uzbekistan under 23                                                              | Coppa d'Asia AFC Under-23 2018                                                   | -4                                                                               |                                                                                  |
| 21-3-2018                                                                        | Asunción                                                                         | Cile under 23                                                                    | 2 – 0                                                                            | Giappone under 23                                                                | Amichevole                                                                       | -2                                                                               |                                                                                  |
| 25-3-2018                                                                        | Asunción                                                                         | Paraguay under 23                                                                | 2 – 1                                                                            | Giappone under 23                                                                | Amichevole                                                                       | -2                                                                               |                                                                                  |
| 14-8-2018                                                                        | Cikarang                                                                         | Giappone under 23                                                                | 1 – 0                                                                            | Nepal under 23                                                                   | XVIII Giochi asiatici                                                            | -                                                                                |                                                                                  |
| 16-8-2018                                                                        | Cikarang                                                                         | Pakistan under 23                                                                | 0 – 4                                                                            | Giappone under 23                                                                | XVIII Giochi asiatici                                                            | -                                                                                | 78’                                                                              |
| 24-8-2018                                                                        | Bekasi                                                                           | Malaysia under 23                                                                | 0 – 1                                                                            | Giappone under 23                                                                | XVIII Giochi asiatici                                                            | -                                                                                |                                                                                  |
| 27-8-2018                                                                        | Palembang                                                                        | Arabia Saudita under 23                                                          | 1 – 2                                                                            | Giappone under 23                                                                | XVIII Giochi asiatici                                                            | -1                                                                               |                                                                                  |
| 29-8-2018                                                                        | Cibinong                                                                         | Giappone under 23                                                                | 1 – 0                                                                            | Emirati Arabi Uniti under 23                                                     | XVIII Giochi asiatici                                                            | -                                                                                | cap.                                                                             |
| 1-9-2018                                                                         | Cibinong                                                                         | Corea del Sud under 23                                                           | 2 – 1 dts                                                                        | Giappone under 23                                                                | XVIII Giochi asiatici                                                            | -2                                                                               |                                                                                  |
| 14-11-2018                                                                       | Dubai                                                                            | Uzbekistan under 23                                                              | 2 – 2                                                                            | Giappone under 23                                                                | Amichevole                                                                       | -2                                                                               |                                                                                  |
| 20-11-2018                                                                       | Dubai                                                                            | Emirati Arabi Uniti under 23                                                     | 1 – 1                                                                            | Giappone under 23                                                                | Amichevole                                                                       | -1                                                                               |                                                                                  |
| 22-3-2019                                                                        | Yangon                                                                           | Giappone under 23                                                                | 8 – 0                                                                            | Macao under 23                                                                   | Qualificazioni Coppa d'Asia AFC Under-23 2020                                    | -                                                                                |                                                                                  |
| 26-3-2019                                                                        | Yangon                                                                           | Giappone under 23                                                                | 7 – 0                                                                            | Birmania under 23                                                                | Qualificazioni Coppa d'Asia AFC Under-23 2020                                    | -                                                                                |                                                                                  |
| 9-9-2019                                                                         | Chula Vista                                                                      | Stati Uniti under 23                                                             | 2 – 0                                                                            | Giappone under 23                                                                | Amichevole                                                                       | -2                                                                               | cap.                                                                             |
| Totale                                                                           |                                                                                  | Presenze                                                                         | 16                                                                               |                                                                                  | Reti                                                                             | -16                                                                              |                                                                                  |

## Palmarès

### Nazionale
- Coppa d'Asia Under-19: 1

2016
- Universiade: 1

2017
- Giochi asiatici: 1

2018